# Rhaetus westwoodii westwoodii
Rhaetus westwoodii westwoodii es una subespecie de coleóptero de la familia Lucanidae.

## Distribución geográfica
Habita en Sikkim, Darjeeling y Assam.